# Avery (Texas)
Avery es una ciudad ubicada en el condado de Red River, Texas, Estados Unidos. Según el censo de 2020, tiene una población de 421 habitantes.

## Geografía
La localidad está ubicada en las coordenadas 33°33′4″N 94°46′48″O / 33.55111, -94.78000. Según la Oficina del Censo de los Estados Unidos, Avery tiene una superficie total de 2.52 km², de la cual 2.46 km² corresponden a tierra firme y 0.06 km² es agua.

## Demografía
Según el censo de 2020, hay 421 personas residiendo en Avery. La densidad de población es de 171.2 hab./km². El 91.7% son blancos, el 0.5% son afroamericanos, el 0.2% es amerindio, el 0.5% son asiáticos, el 0.2% es isleño del Pacífico, el 1.2% son de otras razas y el 5.7% son de dos o más razas. Del total de la población el 6.4% son hispanos o latinos de cualquier raza.